# 糾正性維護

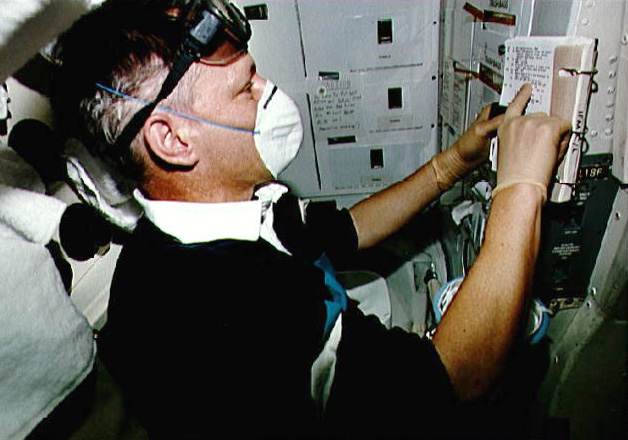
在修復亞特蘭提斯號太空梭廢棄物收集系統前，進行的維護

糾正性維護（Corrective maintenance）或稱為修正性維護，是要識別、隔離及糾正系統故障的維護程序，目的是讓失效的設備、機器或系統可以恢復到可運作的狀態，其偏差或是限制值都維持在事先訂定的可工作條件內。

## 定義
法國官方標準定義糾正性維護是在偵測到失效後進行的維護，目的是讓設備恢復到可以進行其預期機能的條件。
糾正性維護可以分為立即糾正性維護（在失效後立刻進行的維護工作）及遞延糾正性維護（在符合維護規則下，可以較晚進行的維護工作）。

## 標準
有關糾正性維護的标准在IEC 60050的191章 Dependability and quality of service。
NF EN 13306 X 60-319是IEC 60050-191的子集。

## 選擇
是否要將糾正性維護列為維護方式之一，會取決於許多的因素，例如停機的成本、可靠度特性、以及設備的冗餘程度等
。

## 方式
糾正性維護的步驟一般如下：
- 診斷問題。
- 找到造成失效的零組件。
- 訂購更換用零組件。
- 更換零組件。
- 測試機能，若機能正常則繼續使用。

糾正性維護的基本型式是依步驟進行的程序，在元件失效時啟動此一程序。
現在科技會利用工業4.0的特點，改善糾正性維護本身有的缺點，科技的處理方式例如提供設備歷史、失效模式、維修建議，或是確定備品庫存情形等。

## 文獻
- L.C. Morow: Maintenance Engineering Hand Book, Mc Graw Hill, New York, 1952
- S. Nakajima: Introduction to TPM, Productivity Press, Cambridge, Massachusetts, 1988
- Peter Willmott: Total Production Maintenance the Western Way, Butterworth, Heinemann, First Published 1994, Oxford, London